# Ligonipes synageloides
Ligonipes synageloides är en spindelart som först beskrevs av Kálmán Szombathy 1915.  Ligonipes synageloides ingår i släktet Ligonipes och familjen hoppspindlar. Inga underarter finns listade i Catalogue of Life.